# Баском (Флорида)
Баском (енгл. Bascom) град је у америчкој савезној држави Флорида. По попису становништва из 2010. у њему је живело 121 становника.

## Демографија
Према попису становништва из 2010. у граду је живело 121 становника, што је 15 (14,2%) становника више него 2000. године.
| Група             | 2000.        | 2010.       |
| Белци             | 106 (100,0%) | 105 (86,8%) |
| Афроамериканци    | 0 (0,0%)     | 12 (9,9%)   |
| Азијати           | 0 (0,0%)     | 0 (0,0%)    |
| Хиспаноамериканци | 0 (0,0%)     | 4 (3,3%)    |
| Укупно            | 106          | 121         |